# Hydra (album)
Hydra is het tweede muziekalbum van de band Toto, uitgegeven in 1979. Met hits als St. George and the dragon, All us boys en vooral 99.

## Musici
- David Paich - Toetsen en zang;
- Steve Lukather - Gitaar en zang;
- Jeff Porcaro - Slagwerk;
- Steve Porcaro - Toetsen;
- David Hungate - Basgitaar;
- Bobby Kimball - Zang.

## Composities
1. Hydra
2. St. George and the dragon
3. 99
4. Lorraine
5. All us boys
6. Mama
7. White sister
8. A secret love